# Бараджано
Бараджано (італ. Baragiano) — муніципалітет в Італії, у регіоні Базиліката, провінція Потенца.
Бараджано розташоване на відстані близько 300 км на південний схід від Рима, 18 км на захід від Потенци.
Населення — 2669 осіб (2014).
Щорічний фестиваль відбувається 16 серпня. Покровитель — святий Рох.

## Демографія
Населення за роками:

Станом на 1 січня 2023 року в муніципалітеті офіційно проживали 103 іноземці з 18 країн, серед них 15 громадян країн Євросоюзу та 9 громадян України.

## Сусідні муніципалітети
- Бальвано
- Белла
- Пічерно
- Руоті